# Olga Sergejewna Lebedewa

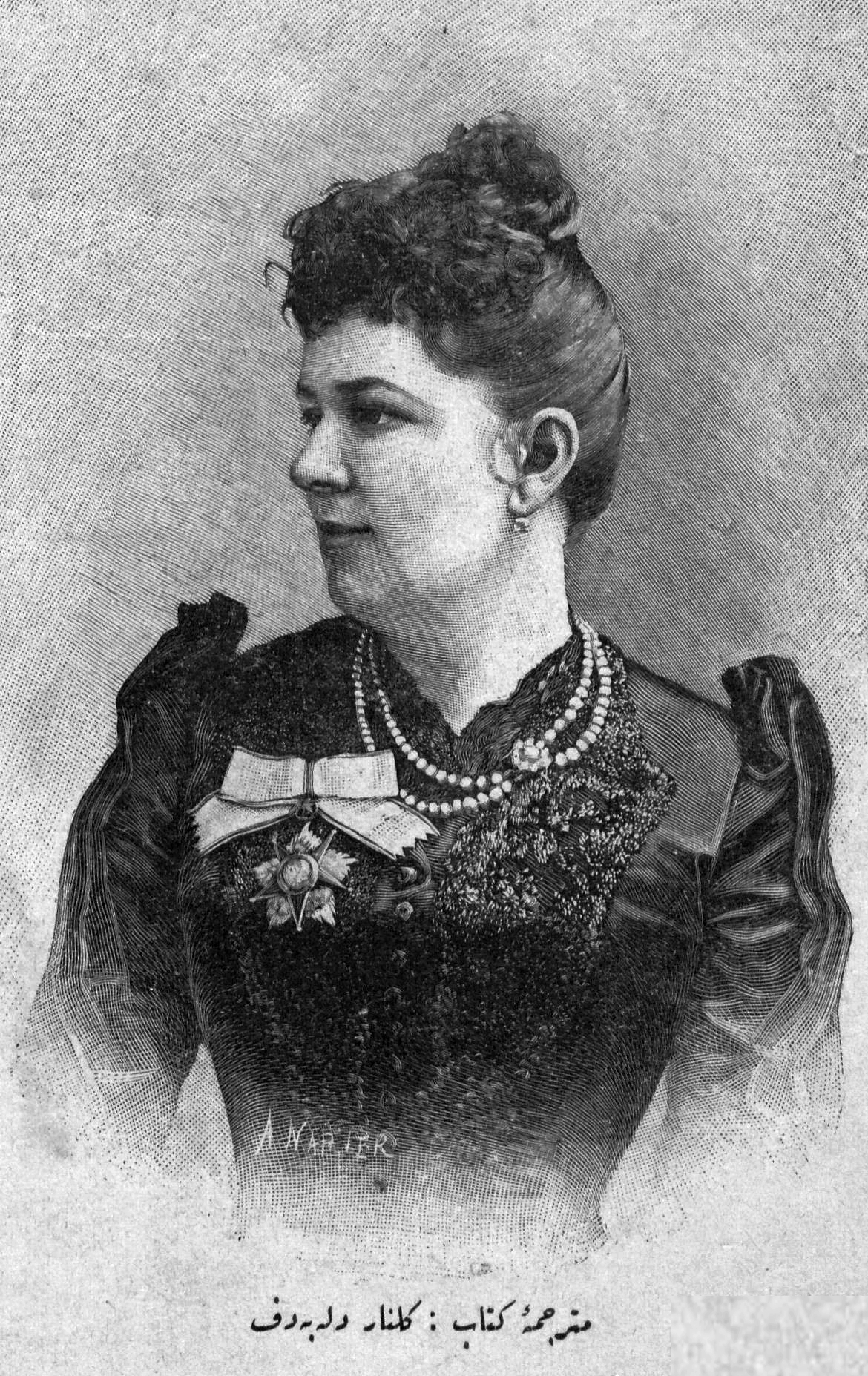
Olga Sergejewna Lebedewa

Olga Sergejewna Lebedewa, geboren Barschtschewa, (russisch Ольга Сергеевна Лебедева; * 1854 in St. Petersburg; † im 20. Jahrhundert) war eine russische Orientalistin und Übersetzerin.

## Leben
Lebedewa, Tochter Oberst Sergei Michailowitsch Borschtschows (1826–1888) und seiner Frau Paraskewa Ippolitowna geborene Gräfin Kutaissowa (1835–1900), wuchs in St. Petersburg im Haus der Familie gegenüber der Ägyptischen Brücke auf und auf dem Familienlandgut bei Kasan, auf dessen Feldern Tataren arbeiteten. Sie heiratete den Juristen Wladimir Erastowitsch Dlotowski (1838–1907) und bekam vier Kinder. In 2. Ehe heiratete sie den Juristen Alexander Alexandrowitsch Lebedew (1843–1910, Stadthaupt von Kasan), mit dem sie vier weitere Kinder bekam.
Lebedewa begeisterte sich für das Studium des Tatarischen und studierte dann weitere Sprachen an der Universität Kasan. Sie übersetzte aus dem Tatarischen das bedeutende persischsprachige Prosawerk Qabus-nama aus dem 11. Jahrhundert ins Russische.
Lebedewa nahm am VIII. Internationalen Kongress der Orientalisten 1889 in Stockholm und Christiania teil. Mit dem Schriftsteller und Übersetzer Ahmed Midhat Efendi reiste sie aus Stockholm ins Osmanische Reich. Sie blieb dort einige Jahre und übersetzte klassische russische Literatur ins Türkische. Trotz der Schwierigkeiten mit den Zensurgenehmigungen gelang es ihr mit Unterstützung Midhats, unter dem Pseudonym Gülnar Hanım Lermontows Gedicht Dämon, Tolstois Erzählung Der Tod des Iwan Iljitsch und Erzählungen Puschkins zu veröffentlichen.
Nach der Rückkehr nach Russland begann Lebedewa einen intensiven Briefwechsel mit Tolstoi. Sie bemühte sich um die Gründung einer Orientalistik-Gesellschaft in Russland, die dann 1900 mit ihr als Ehrenvorsitzende zustande kam.

## Ehrungen, Preise
- Nişan-ı Şefkat II. Klasse verliehen durch Sultan Abdülhamid II. für Beiträge zur osmanischen Kultur (1890)[1]
- Ordre des Palmes Académiques